# جيريمي ميلر
جيريمي ميلر (بالإنجليزية: Jeremy Miller)‏ (و. 1976 – م) هو ممثل، وممثل تلفزيوني، من الولايات المتحدة الأمريكية، ولد في كوفينا، لوس أنجليس، كاليفورنيا.

## وصلات خارجية
- جيريمي ميلر على موقع IMDb (الإنجليزية)
- جيريمي ميلر على موقع ألو سيني (الفرنسية)
- جيريمي ميلر على موقع أول موفي (الإنجليزية)
- جيريمي ميلر على موقع إن إن دي بي (الإنجليزية)
- جيريمي ميلر على موقع قاعدة بيانات الفيلم (الإنجليزية)
- جيريمي ميلر على موقع كينوبويسك (الروسية)